# Latino Malabranca Orsini
Latino Malabranca Orsini (Roma, 1235 – Perugia, 10 agosto 1294) è stato un cardinale italiano.

## Biografia
Era figlio del senatore romano Angelo Malabranca e della nobildonna Mabilia Orsini. Domenicano e maestro di teologia, fu nominato cardinale da papa Niccolò III (suo zio) il 12 marzo 1278, con il titolo di cardinale vescovo di Ostia.
Nello stesso anno venne nominato arcivescovo di Manfredonia per succedere a mons. Giovanni Freccia da Ravello che da tempo, malato, risiedeva a Minori dove si diceva fosse morto; in seguito si seppe che il Freccia era guarito dalla sua malattia e Latino Malabranca venne nominato cardinale protettore dell'arcidiocesi di Manfredonia.
Nel 1280 fu inviato a Firenze per tentare una pacificazione tra guelfi e ghibellini: si arrivò ad una sanatoria, ma essa fu alquanto fittizia perché poco dopo il conflitto riesplose.
Divenuto decano del Sacro Collegio, fu tra i protagonisti del conclave che elesse Celestino V, nel quale l'opposizione tra i cardinali legati ai Colonna e gli Orsini portò a un lungo stallo. Come ben noto il re angioino Carlo lo Zoppo sollecitò i cardinali durante il conclave di Perugia, ma anche il cardinal Malabranca indusse gli elettori a scegliere Pietro da Morrone dato che era suo amico da lungo tempo.
La sua tomba è ancora oggi visibile nella chiesa romana di Santa Maria sopra Minerva.

## Conclavi
Durante il suo cardinalato si svolsero quattro conclavi ai quali tutti Malabranca Orsini prese parte:
- Conclave del 1280-1281, che elesse papa Martino IV
- Conclave del 1285, che elesse papa Onorio IV
- Conclave del 1287-1288, che elesse papa Niccolò IV
- Elezione papale del 1292-1294, che elesse papa Celestino V

## Successione apostolica
La successione apostolica è:
- Papa Martino IV (1281)
- Vescovo Giovanni da Pontoise (1282)
- Arcivescovo Rostan de Noves (1283)
- Papa Onorio IV (1285)
- Arcivescovo Filippo Capuano (1286)
- Arcivescovo John le Romeyn (1286)
- Vescovo Rodrigo Gudal, O.F.M. (1289)
- Arcivescovo Jacopo da Varazze, O.P. (1292)

## Ascendenza
|                                          |                                      |                              | Genitori           |  |  | Nonni |  |  | Bisnonni |  |  | Trisnonni |  |
|                                          |                                      |                              |                    |  |  |       |  |  | …        |  |  | …         |  |
|                                          |                                      |                              |                    |  |  |       |  |  | …        |  |  | …         |  |
|                                          |                                      | …                            |                    |  |  |       |  |  | …        |  |  |           |  |
| …                                        |                                      |                              |                    |  |  |       |  |  | …        |  |  |           |  |
|                                          |                                      | …                            | …                  |  |  |       |  |  |          |  |  |           |  |
|                                          |                                      | …                            | …                  |  |  |       |  |  |          |  |  |           |  |
|                                          |                                      | …                            | …                  |  |  |       |  |  |          |  |  |           |  |
| Angelo Malabranca, senatore di Roma      |                                      | …                            |                    |  |  |       |  |  |          |  |  |           |  |
|                                          |                                      | …                            | …                  |  |  |       |  |  |          |  |  |           |  |
|                                          |                                      | …                            | …                  |  |  |       |  |  |          |  |  |           |  |
|                                          |                                      | …                            | …                  |  |  |       |  |  |          |  |  |           |  |
| …                                        |                                      | …                            |                    |  |  |       |  |  |          |  |  |           |  |
|                                          |                                      | …                            | …                  |  |  |       |  |  |          |  |  |           |  |
|                                          |                                      | …                            | …                  |  |  |       |  |  |          |  |  |           |  |
|                                          |                                      | …                            | …                  |  |  |       |  |  |          |  |  |           |  |
| Latino Malabranca Orsini                 |                                      | …                            |                    |  |  |       |  |  |          |  |  |           |  |
|                                          | Giovanni Orsini, signore di Vicovaro | Orso di Bobone               |                    |  |  |       |  |  |          |  |  |           |  |
|                                          | Giovanni Orsini, signore di Vicovaro | Orso di Bobone               |                    |  |  |       |  |  |          |  |  |           |  |
|                                          | Giovanni Orsini, signore di Vicovaro | Gaetana Caetani di Sermoneta |                    |  |  |       |  |  |          |  |  |           |  |
| Matteo Rosso Orsini, signore di Vicovaro | Giovanni Orsini, signore di Vicovaro |                              |                    |  |  |       |  |  |          |  |  |           |  |
|                                          |                                      | Stefania Rossi               | …                  |  |  |       |  |  |          |  |  |           |  |
|                                          |                                      | Stefania Rossi               | …                  |  |  |       |  |  |          |  |  |           |  |
|                                          |                                      | Stefania Rossi               | …                  |  |  |       |  |  |          |  |  |           |  |
| Mabilia Orsini                           |                                      | Stefania Rossi               |                    |  |  |       |  |  |          |  |  |           |  |
|                                          |                                      | Giovanni Caetani             | Crescenzio Caetani |  |  |       |  |  |          |  |  |           |  |
|                                          |                                      | Giovanni Caetani             | Crescenzio Caetani |  |  |       |  |  |          |  |  |           |  |
|                                          |                                      | Giovanni Caetani             | …                  |  |  |       |  |  |          |  |  |           |  |
| Perna Caetani                            |                                      | Giovanni Caetani             |                    |  |  |       |  |  |          |  |  |           |  |
|                                          |                                      | …                            | …                  |  |  |       |  |  |          |  |  |           |  |
|                                          |                                      | …                            | …                  |  |  |       |  |  |          |  |  |           |  |
|                                          |                                      | …                            | …                  |  |  |       |  |  |          |  |  |           |  |
|                                          |                                      | …                            |                    |  |  |       |  |  |          |  |  |           |  |